# Verga Palermo
L'Associazione Sportiva Dilettantistica G. Verga Palermo è una società di pallacanestro femminile di Palermo.
Gioca al PalaMangano e i colori sociali sono il bianco, l'arancione e l'azzurro.
Ha disputato quattro stagioni in Serie A1. Nel 2021-2022, ha vinto il Girone C di Serie C.

## Storia
Ha partecipato per sedici anni di fila al campionato di serie A (1984-1999), con tre stagioni in serie A-1, dal 1987 al 1990.
Dopo diverse stagioni nelle categorie inferiori, nella stagione 2013-2014, la squadra allenata dal coach palermitano Piero Musumeci ha ritrovato la A, giocando il campionato di Serie A3.
Un anno dopo viene promossa in A2, campionato nel quale milita per quattro stagioni consecutive, centrando tre volte i playoff.
Il 18 maggio 2019, guidata dal coach siciliano Santino Coppa, viene promossa in Serie A1 dopo ventinove anni di assenza grazie alla vittoria in trasferta a Bologna.
Dopo la rinuncia alla massima serie, riparte dalla Serie C regionale; il 22 maggio 2022 vince la finalina contro la PGS Sales ed è ammessa alla Serie B. Nel 2024-2025 si iscrive in Serie B.

## Cronistoria
| Cronistoria del Verga Palermo |
| --- |
| - 1976 · fondazione del Verga Palermo. - 1976-83 · - 1983-84 · 2ª in serie B, promossa in A2 - 1984-85 · in serie A2 - 1985-86 · in serie A2 - 1986-87 · in serie A2, promossa in A1 - 1987-88 · 12º posto in serie A1 - 1988-89 · 12º posto in serie A1 - 1989-90 · 15º posto in Serie A1, retrocessa in A2 - 1990-1991 · 6ª nel Girone Sud di Serie A2. - 1991-92 · 2ª nel Girone B di Serie A2, semifinalista play-off. - 1992-93 · in Serie A2 - 1993-94 · in Serie A2 - 1994-95 · in Serie A2 - 1995-1996 · 6ª nel Girone B di Serie A2 d'Eccellenza, 5ª in Poule Salvezza. - 1996-97 · 8ª nel Girone B di Serie A2 d'Eccellenza, 6ª nella Poule Salvezza, retrocessa in Serie A2 e poi ripescata. - 1997-98 · 16ª in Serie A2 d'Eccellenza, ammessa in Serie A2. - 1998-99 · 10ª in Serie A2, retrocessa in B - 1999-00 · in Serie B - 2000-01 · in Serie B - 2001-02 · in Serie B - 2002-03 · in Serie B - 2003-04 · in Serie B - 2004-05 · in Serie B - 2005-06 · in Serie B siciliana. - 2006-07 · in Serie B siciliana. - 2007-08 · 3ª in Poule Promozione di Serie B siciliana. - 2008-09 · 1ª nel Sottogirone A1 di Serie B siciliana, 2ª in Poule Promozione. - 2009-10 · 1ª in Poule Promozione di Serie B siciliana, promossa in Serie B d'Eccellenza. - 2010-11 · 5º posto in Serie B d'Eccellenza, Girone C2. - 2011-12 · 2ª nel Girone N di Serie B, 1ª nel girone N1 di ammissione al campionato di sviluppo, 3ª nel Concentramento 4, eliminata allo spareggio. - 2012-13 · 1ª in Serie B siciliana, semifinalista play-off, poi ripescata in Serie A3. - 2013-14 · 3ª nella Conference Centro Sud di Serie A3, 7ª nel Girone B di Poule Promozione, quarti di finale play-off. - 2014-15 · 1ª nel girone C della Serie A3, 1ª nel Girone C del Poule Promozione, promossa in Serie A2. - 2015-16 · 5ª nel girone B della Serie A2, quarti di finale play-off. - 2016-17 · 10ª nel girone B della Serie A2. - 2017-18 · 2ª nel girone Sud della Serie A2. Perde la finale playoff contro Faenza. - 2018-19 · 4ª nel girone Sud della Serie A2. Vince i playoff, promossa in Serie A1. - 2019-20 · 10ª in Serie A1, rinuncia alla Serie A1. - 2020-2021 · attività giovanile. - 2021-2022 · 1ª nel Girone C di Serie C, 1ª nella Conference Ovest, vince la finale, ammessa in Serie B. - 2022-2023 · 4ª in Serie B Sicilia, semifinalista play-off. - 2023-2024 · 7ª in Serie B Sicilia, quarti di finale play-off. - 2024-2025 · in Serie B Sicilia. |

## Colori e simbolo
I colori sociali della squadra palermitana sono il bianco, l'arancione e l'azzurro.

## Palazzetto
L'impianto di gioco del Verga Palermo è il PalaMangano con 1500 posti.

## Cestiste

### Cestiste celebri
- Simona Chines
- Pamela McGee
- Paula McGee
- Carolina Sanchez
- Susanna Stabile

## Allenatori e presidenti

### Allenatori
- 1987-1990  Piero Musumeci[7]
- 1995-1998  Giacomo Genovese[8]
- 1998-1999  Vito Pollari[9]
- 2006-2008  Baldo Giacalone[10]
- 2008-2012  Piergiorgio Riva[10][11][12][13]
- 2012-2013  Simona Chines[14]
- 2013-2016  Piero Musumeci (fino a dic. 2015)[15][16][17][18]
 Roberto Torriero (da dic. 2015)[17]
- 2016-2017  Roberto Torriero (fino a dic. 2016)[19]
 Maurizio Giordano (da dic. 2016)[19]
- 2017-2018  Maurizio Giordano (fino a dic. 2017)[20]
 Santino Coppa (da dic. 2017)[20]
- 2018-2020  Santino Coppa
- 2021-2022  Vito Griffo
- 2022-  Matías Dimarco[21]

Altri allenatori:
- Luciano Ministero
- Giuseppe Terrasi
- Salvatore Palazzolo
- Costantino Bivona

### Presidenti
- Carlo Brandaleone fino al 2012/2013
- Adolfo Allegra dal 2017 al 2020
- Chines Simona dal 2021

## Statistiche e record

### Partecipazione ai campionati
| Livello | Categoria             | Partecipazioni | Debutto   | Ultima stagione | Totale |
| ------- | --------------------- | -------------- | --------- | --------------- | ------ |
| 1º      | Serie A1              | 4              | 1987-1988 | 2019-2020       | 4      |
| 2º      | Serie A2              | 13             | 1984-1985 | 2018-2019       | 16     |
| 2º      | Serie A2 d'Eccellenza | 3              | 1995-1996 | 1997-1998       | 16     |
| 3º      | Serie B d'Eccellenza  | 1              | 2010-2011 | 2010-2011       | 12     |
| 3º      | Serie B (nazionale)   | 1              | 2011-2012 | 2011-2012       | 12     |
| 3º      | Serie A3              | 2              | 2013-2014 | 2014-2015       | 12     |
| 3º      | Serie B (regionale)   | 8              | 1983-1984 | 2024-2025       | 12     |

Il Verga Palermo ha disputato complessivamente 24 stagioni sportive a livello nazionale tra il 1984 e il 2020.